# Calin de Marienberg
Dominicus Franciscus Calin de Marienberg (1630 k. – 1683) németül Dominik Franz Calin von Marienberg, linzi jezsuita szerzetes, genealógus. A neve előfordul Calin de Marienburg alakban is.

## Élete
Császári történetíró, genealógus (Historicus genealographus) és bajor választófejedelmi könyvtáros, aranysarkantyús lovag, palatinus (comes Palatinus Caesareus), azaz címeres levelek kiállítására feljogosított udvari tisztviselő volt.
Sok genealógiai adatot közöl a magyar nemesi családokról is, de adatai kevéssé hitelesek. Műveit Wagner Károly és Nagy Iván is felhasználta. A Serényiek történetírója volt. Kitalált családfájában Temnevitiustól vezette le a Serényiek eredetét.

## Művei
- Calin de Marienberg, D. F.: Ritterlicher Schauplatz aller Helden, so aus dem Geschlecht deren von Weissenwolff entsprossen seynd. Wien 1675
- Gloriosa fama nobilissimae … Serényanae [Serényi] familiae … collecta … labore Dominici Francisci Calin de Marienberg… Linzii typis Joannis Jacobi Mayr anno … 1680
- Amphitheatrum Austriacae Monarchiae. Benediktbeuern, Benediktinerkloster – 25 Bl – 1682
- Amphitheatrum Austriacae Monarchiae … Principium primi voluminis (plura perficere autori non fuit fato concessum) continens Icones regum Trojanorum, Sicambrorum et Pharamundorum. (Besitzeintrag von Abt F. Magnus des Benediktinerklosters Benediktbeuern von 1709)
- Virtus Leonina. Wien 1683